# Making Music
Making Music è il quarto album in studio del cantautore statunitense Bill Withers, pubblicato nel 1975.
Nel Regno Unito il disco è stato pubblicato con il titolo Making Friends.

## Tracce
Tutte le tracce sono state scritte da Bill Withers, eccetto dove indicato.
1. I Wish You Well - 3:57
2. The Best You Can (Withers, Benorce Blackmon) - 2:33
3. Make Love to Your Mind - 6:23
4. I Love You Dawn - 2:36
5. She's Lonely - 5:15
6. Sometimes a Song (Withers, Raymond Jackson) - 4:44
7. Paint Your Pretty Picture - 5:43
8. Family Table (Withers, Diane Gonneau) - 3:13
9. Don't You Want to Stay? (Withers, Melvin Dunlap, Raymond Jackson) - 4:03
10. Hello Like Before (Withers, John Collins) - 5:29